# وزارة المالية (مصر)
وزارة المالية هي وزارة مصرية إلى رسم وتطوير السياسات والخطط المالية للدولة وتنسيق الموازنات وترشيد وضبط الإنفاق الحكومى وتنمية حصيلة الضرائب وتطوير نظمها بما يحقق الأهداف الاقتصادية والاجتماعية.

## التاريخ
إن المال هو عصب الحياة ودائما وعلى مر العصور كانت الصراعات تقوم حول من له الحق في تحصيل الإيرادات من شتى مصادرها وفي أنفاقها في النواحى المتصلة بالصالح القومى العام، وكان الملوك والأمراء يرون أن هذا من حقهم باعتبارهم أدرى بالصالح العام وقد كان ذلك واضحا في مصر.
ففى عهد محمد علي باشا اهتم بمالية الدولة وتنظيمها بناء على مشورة مستشاريه من الأجانب حتى يتسنى له الحصول على الأموال اللازمة في سبيل خلق مملكه له ولأسرته من بعده، ومن ثم فقد أهتم بتقسيم الحكومة إلى إدارات مختلفة وأنشأ بتتابع دواوين أو نظارات كان من بينها نظارة المالية ووضع في عهده أول ميزانية بدائية إيمانا منه أن عصب الدولة في ميزانياتها، وسار على نهجه خلفاؤه فحول محمد سعيد بعض النظارات أو الدواوين إلى وزارات وأصدر في 26 فبراير 1856 مرسوما يشتمل على النظام الجديد الذي أدخله في الإدارة العامة ويتضمن إنشاء أول وزارة للمالية برئاسة الأمير مصطفى فاضل بعد أن كانت نظارة للمالية.
وفي عهد الخديوى إسماعيل تولى وزارة المالية إسماعيل صديق المعروف باسم إسماعيل المفتش في الفترة من سنة 1868 إلى سنة 1876 وما زال لهذا الوزير ذكراه في مصر حتى اليوم حيث اتخذ قصره بلاظوغلى مقرا لوزارة المالية.
وفي الفترة ما قبل قيام ثورة يوليو 1952 كان تنظيم مالية الدولة يعد وفقا للأسس التي وضعها المستشارون البريطانيون بقصد خدمة مصالح الاستعمار الأجنبي وحلفاؤه، ثم قامت ثورة 23 يوليو 1952 وكان من أول المهام التي اضطلعت بها أعاده تنظيم مالية الدولة وبدأت تظهر في الميزانية ظاهرة جديدة لأول مرة هي التوسع في الاعتمادات المخصصة لأغراض التنمية الاقتصادية والاجتماعية، وهكذا نجد أن تنظيم مالية الدولة مر بمراحل تاريخية متلاحقة يعكس كل منها النظام الاجتماعى السائد، وعندما نستعرض أعمال وزارة المالية منذ إنشائها حتى الآن فأننا نجد بالإضافة إلى قيامها بعبء تحديد استخدامات الدولة وتدبير الموارد لها أنها كانت تتولى اختصاصات أخرى انفصلت عنها وتحولت إلى أجهزة أو وزارات أخرى، مثال ذلك مصلحة الأملاك التي أصبح جزء منها تابع لوزارة الزراعة والجزء الآخر تابع لوزارة الإسكان، والإدارة العامة لمستخدمى الحكومة التي تحولت فيما بعد إلى ديوان الموظفين ثم إلى الجهاز المركزي للتنظيم والإدارة، كذلك الإدارة العامة لمعاشات للعاملين بالحكومة الاقتصاد وأطلق عليهما وزارة المالية والاقتصاد.
وفي 15 مارس 1958 صدر قرار جمهورى بتعديل مسمى وزارة المالية إلى وزارة الخزانة، وفي مارس 1973 صدر القرار الجمهورى رقم 49 لسنه 1973 بإدماج وزارة المالية والاقتصاد والتجارة الخارجية في وزارة واحدة حتى أبريل 1974 حيث فصلت وزارة المالية عن الاقتصاد والتجارة الخارجية وأصبح يطلق عليها وزارة المالية حتى الآن، كما تطورت في ظل وزارة المالية إدارة عموم الحسابات لتصبح الإدارة العامة لحسابات الحكومة ومشترياتها ومخازنها والتفتيش ثم اقتصرت هذه الإدارة العامة على حسابات الحكومة وأنشئت عام 1969 الهيئة العامة للخدمات الحكومية لتولى الاختصاصات الخاصة بالمخازن والمشتريات كما أنشئت أيضا المديريات المالية بالمحافظات برئاسة ممثلى وزارة المالية وذلك بهدف تدعيم نظام الحكم المحلى.

## الجهات التابعة
- مصلحة الضرائب
- مصلحة الضرائب العقارية
- مصلحة الجمارك
- مصلحة الخزانة العامة وسك العملة.[4]
- الهيئة العامة للخدمات الحكومية
- جهاز إدارة التصرف في الأموال المستردة والمتحفظ عليها (جهاز تصفية الحراسات سابقاً)[5]
- وحدة تكافؤ الفرص
- الوحدة المركزية للمشاركة مع القطاع الخاص
- صندوق تمويل شراء بعض مركبات النقل السريع
- صندوق التأمين الحكومي لضمانات أرباب العهد.[6]

## الأهداف والاختصاصات
- اولا : أهداف الوزارة

صدر قرار السيد رئيس الجمهورية رقم 557 لسنة 1977 بإعادة تنظيم وزارة المالية محددا في مادته الأولى هدف وزارة المالية كما يلى : ـ تهدف وزارة المالية إلى رسم وتطوير السياسات والخطط المالية للدولة وتنسيق الموازنات وترشيد وضبط الإنفاق الحكومى وتنمية حصيلة الضرائب وتطوير نظمها بما يحقق الأهداف الاقتصادية والاجتماعية.
- ثانيا : الاختصاصات

ترتكز الاختصاصات التي تمارسها وزارة المالية على محاور أساسية هي :-
الدور السياسي.
الدور الرقابي.
الدور التشريعي.
الدور التنفيذي.
ويمكن تناول الاختصاصات المشار إليها بشكل أكثر تفصيلا وذلك على النحو التالي:-

### الدور السياسي
1. اقتراح ورسم السياسة المالية العامة بما يكفل تحقيق أهداف خطة التنمية الاقتصادية والاجتماعية والمشاركة في وضع السياسة النقدية العامة بالاشتراك مع الجهات المعنية لتحقيق التناسق بينها وبين السياسة المالية.
2. وضع الخطط والبرامج المتعلقة بالنواحي المالية التي تكفل تحقيق الأهداف القومية.
3. إعداد مشروعات الموازنة العامة للدولة ضمن إطار الخطة العامة للدولة والتقدم بها إلى الجهات المعنية.

### الدور الرقابي
1. الإشراف على تنفيذ الموازنة العامة للدولة بعد التصديق عليها ومتابعتها وتقويم النتائج بما يكفل تحقيق الخطة العامة للدولة.
2. ممارسة أعمال الرقابة والمتابعة والإشراف الفني على الأجهزة المالية والحسابية في حدود القوانين واللوائح المتعلقة بهذا الشأن.
3. تخطيط ومتابعة عمليات الشراء والبيع للجهاز الإداري للدولة والهيئات العامة

### الدور التشريعي
1. دراسة وإعداد التشريعات المالية وإبداء الرأي في التشريعات التي تعدها الوزارات الأخرى التي يترتب عليها تحميل الخزانة بأعباء مالية جديدة.
2. إجراء الدراسات والبحوث الخاصة بالسياسات المالية في ضوء التطورات المالية والاقتصادية الداخلية والخارجية ودراسة خطط الإصلاح التشريعي اللازم في هذا الشأن.
3. المشاركة في مراجعة كافة الاتفاقيات الدولية الخاصة بالمنح والقروض بالاشتراك مع الجهات المعنية.
4. إجراء الدراسات التشريعية اللازمة بالاشتراك مع الجهات المعنية للربط بين الخطة العامة للدولة والخطط التمويلية للعملات المحلية والأجنبية.

### الدور التنفيذي
1. تدبير الموارد المالية وتجميع فائض الإيرادات والاحتياطيات العامة لصناديق التمويل وأموال هيئات التامين والاستثمار والقروض المحلية والأجنبية وغيرها من الأموال المتاحة والمشاركة في تنظيم استخدام الموارد العامة مع وزارة التخطيط لتمويل خطط وبرامج التنمية الاقتصادية والاجتماعية والموارد العامة للدولة.
2. تقدير وتحديد ومتابعة وتحصيل الموارد العامة وكل ما يناط بأجهزة الوزارة تحصيله.
3. ممارسة أعمال الخزانة العامة وضبط وتصريف أوراق النقد، والعملات المعدنية المختلفة، وسك العملات المعدنية والتذكارية المختلفة.
4. الإشراف على بنك الاستثمار القومي.
5. إدارة وتصفية الأموال التي آلت إلى الدولة بموجب قوانين التأميم والحراسة أو بمقتضى أحكام محكمة القيم.

## الوزراء
- يوسف بطرس غالي (1 يونيو 2004 - 31 يناير 2011)
- سمير رضوان (31 يناير/6 فبراير 2011 - 17 يوليو 2011)
- حازم الببلاوي (17 يوليو 2011 - ديسمبر 2011)
- ممتاز السعيد (ديسمبر 2011 - 5 يناير 2013)
- مرسي حجازي (5 يناير - 7 مايو 2013)
- فياض عبد المنعم (7 مايو - 16 يوليو 2013)
- أحمد محمود جلال (16 يوليو 2013 - 24 فبراير 2014 )
- هاني قدري (24 فبراير 2014 - 23 مارس 2016)
- عمرو الجارحي (23 مارس 2016 -5 يونيو 2018)
- محمد معيط (14 يونيو 2018 - 2 يوليو 2024)
- أحمد كوجك (3 يوليو 2024 - حتى الآن)